# Число Коксетера
Число Коксетера  — характеристика скінченної звідної групи Коксетера.
У разі, коли група Коксетера є групою Вейля простої алгебри Лі {\displaystyle {\mathfrak {g}}}, то говорять про число Коксетера алгебри {\displaystyle {\mathfrak {g}}}.
Поняття названо на честь Гарольда Коксетера.

## Означення
Існує кілька еквівалентних означень цього числа.
- Число Коксетера дорівнює кількості коренів, поділеній на ранг. Еквівалентно, число Коксетера рівно подвоєному числу віддзеркалень в групі Коксетера, діленому на ранг. Якщо група побудована за простою алгеброю Лі, то розмірність цієї алгебри дорівнює n(h + 1), де n — ранг, і h — число Коксетера.
- Елементом Коксетера (інколи елементом Кіллінга — Коксетера) називається добуток всіх простих відображень (не плутати з елементом групи Коксетера найбільшої довжини). Числом Коксетера називається порядок елемента Коксетера.
- Якщо {\displaystyle \theta =\sum m_{i}\alpha _{i}} — розкладання старшого кореня за простими коренями, то число Коксетер дорівнює {\displaystyle 1+\sum m_{i}}.
  - Еквівалентно, якщо {\displaystyle \rho ^{\vee }} — такий елемент, що {\displaystyle \langle \rho ^{\vee },\alpha _{i}\rangle =1}, то {\displaystyle h=\langle \rho ^{\vee },\theta \rangle +1}.
- Число Коксетера — це найбільша з ступенів базисних інваріантів групи Коксетера.

## Таблиця значень
| Група Коксетера і символ Шлефлі | Група Коксетера і символ Шлефлі | Граф Коксетера | Діаграма Динкіна | Число Коксетера {\displaystyle h} | Двійне число Коксетера {\displaystyle h^{\vee }} | Ступені базисних інваріантів |
| ------------------------------- | ------------------------------- | -------------- | ---------------- | --------------------------------- | ------------------------------------------------ | ---------------------------- |
| An                              | [3,3…,3]                        | …              | …                | n + 1                             | n + 1                                            | 2, 3, 4, …, n + 1            |
| Bn                              | [4,3…,3]                        | …              | …                | 2n                                | 2n − 1                                           | 2, 4, 6, …, 2n               |
| Cn                              | [4,3…,3]                        | …              | …                | 2n                                | n + 1                                            | 2, 4, 6, …, 2n               |
| Dn                              | [3,3,..31,1]                    | …              | …                | 2n − 2                            | 2n − 2                                           | n; 2, 4, 6, …, 2n − 2        |
| E6                              | [32,2,1]                        |                |                  | 12                                | 12                                               | 2, 5, 6, 8, 9, 12            |
| E7                              | [33,2,1]                        |                |                  | 18                                | 18                                               | 2, 6, 8, 10, 12, 14, 18      |
| E8                              | [34,2,1]                        |                |                  | 30                                | 30                                               | 2, 8, 12, 14, 18, 20, 24, 30 |
| F4                              | [3,4,3]                         |                |                  | 12                                | 9                                                | 2, 6, 8, 12                  |
| G2                              | [6]                             |                |                  | 6                                 | 4                                                | 2, 6                         |
| H3                              | [5,3]                           |                | -                | 10                                |                                                  | 2, 6, 10                     |
| H4                              | [5,3,3]                         |                | -                | 30                                |                                                  | 2, 12, 20, 30                |
| I2(p)                           | [p]                             |                | -                | p                                 |                                                  | 2, p                         |